# Велье (Курская область)
Ве́лье — посёлок в Рыльском районе Курской области. Входит в состав Ивановского сельсовета.

## География
Посёлок находится в 88 км западнее Курска, в 19,5 км восточнее районного центра — города Рыльск, в 5 км от центра сельсовета  — Ивановское.
Климат
Велье, как и весь район, расположено в поясе умеренно континентального климата с тёплым летом и относительно тёплой зимой (Dfb в классификации Кёппена).

## Население
| 2002 | 2010 |
| ---- | ---- |
| 41   | ↘11  |

## Инфраструктура
Личное подсобное хозяйство. В посёлке 10 домов.

## Транспорт
Велье находится в 6 км от автодороги регионального значения 38К-017 (Курск — Льгов — Рыльск — граница с Украиной), на автодороге 38Н-350 (38К-017 — Велье), в 16,5 км от ближайшего ж/д остановочного пункта 387 км (линия 322 км — Льгов I).
В 162 км от аэропорта имени В. Г. Шухова (недалеко от Белгорода).